# Зелёнская сельская община
Зелёнская сельская общи́на (укр. Зеленська сільська громада) — территориальная община в Верховинском районе Ивано-Франковской области Украины.
Административный центр — село Зелёное.
Население составляет 1926 человек. Площадь — 476,3 км².

## Населённые пункты
В состав общины входят 6 сёл:
- Быстрец
- Буркут
- Дземброня
- Зелёное
- Топильче
- Яворник